# 土衛四十一
土衛四十一（Fenrir），編號S/2004 S 16，是土星的一颗天然卫星。发现时间是在2004年12月12日。发现者是斯科特·谢泼德、大衛·朱維特等人。土衛四十一直径大约4千米，运行轨道距离土星大约22,611Mm，轨道周期1269.362日。轨道与黄道角度为163°（相对土星赤道164°）以离心率0.131绕土星逆行轨道运行。